# Squadra keniota di Coppa Davis
La squadra keniota di Coppa Davis rappresenta il Kenya nella Coppa Davis, ed è posta sotto l'egida della Kenya Lawn Tennis Association.
La squadra ha esordito nel 1975 e ad oggi il suo miglior risultato è il raggiungimento del Gruppo I della zona Euro-Africana.

## Organico 2019
Vengono di seguito illustrati i convocati per ogni singolo turno della Coppa Davis 2019. A sinistra dei nomi la nazione affrontata e il risultato finale. Fra parentesi accanto ai nomi, il ranking del giocatore nel momento della disputa degli incontri (la "d" indica che il ranking corrisponde alla specialità del doppio).
| Gruppo III - Round Robin | Gruppo III - Round Robin                                                                                   |
| Madagascar (2–1)         | Ismael Changawa Ruwa Mzai (1884) Ibrahim Kibet Yego (1790 d) Kevin Cheruiyot (2221 d) Albert Njogu (f.r.*) |
| ------------------------ | --- |

| Gruppo III - Round Robin | Gruppo III - Round Robin                                                                                   |
| Algeria (2–1)            | Ismael Changawa Ruwa Mzai (1884) Ibrahim Kibet Yego (1790 d) Kevin Cheruiyot (2221 d) Albert Njogu (f.r.*) |
| ------------------------ | --- |

| Gruppo III - Round Robin | Gruppo III - Round Robin                                                                                   |
| Benin (2–1)              | Ismael Changawa Ruwa Mzai (1884) Ibrahim Kibet Yego (1790 d) Kevin Cheruiyot (2221 d) Albert Njogu (f.r.*) |
| ------------------------ | --- |

| Gruppo III - Playoff 1º-4º posto | Gruppo III - Playoff 1º-4º posto                                                                           |
| Mozambico (2–0)                  | Ismael Changawa Ruwa Mzai (1884) Ibrahim Kibet Yego (1790 d) Kevin Cheruiyot (2221 d) Albert Njogu (f.r.*) |
| -------------------------------- | --- |

* f.r. = Fuori Ranking

## Risultati
= Incontro del Gruppo Mondiale

### 2010-2019
| Anno | Turno                             | Data          | Sede               | Avversario     | Punteggio     | Esito         |
| ---- | --------------------------------- | ------------- | ------------------ | -------------- | ------------- | ------------- |
| 2010 | Gruppo III, Round Robin           | 5 maggio      | Marrakech (MAR)    | Costa d'Avorio | 0–3           | Sconfitta     |
| 2010 | Gruppo III, Round Robin           | 7 maggio      | Marrakech (MAR)    | Marocco        | 0–3           | Sconfitta     |
| 2010 | Gruppo III, Playoff 11º–12º posto | 8 maggio      | Marrakech (MAR)    | Botswana       | 3–0           | Vittoria      |
| 2011 | Gruppo III, Round Robin           | 4 luglio      | Il Cairo (EGY)     | Algeria        | 0–3           | Sconfitta     |
| 2011 | Gruppo III, Round Robin           | 5 luglio      | Il Cairo (EGY)     | Ghana          | 0–3           | Sconfitta     |
| 2011 | Gruppo III, Round Robin           | 6 luglio      | Il Cairo (EGY)     | Zimbabwe       | 0–3           | Sconfitta     |
| 2011 | Gruppo III, Round Robin           | 7 luglio      | Il Cairo (EGY)     | Costa d'Avorio | 0–3           | Sconfitta     |
| 2012 | Gruppo III, Round Robin           | 2 luglio      | Tunisi (TUN)       | Benin          | 0–3           | Sconfitta     |
| 2012 | Gruppo III, Round Robin           | 3 luglio      | Tunisi (TUN)       | Algeria        | 2–1           | Vittoria      |
| 2012 | Gruppo III, Round Robin           | 4 luglio      | Tunisi (TUN)       | Costa d'Avorio | 1–2           | Sconfitta     |
| 2012 | Gruppo III, Playoff 5º-6º posto   | 6 luglio      | Tunisi (TUN)       | Namibia        | 1–2           | Sconfitta     |
| 2013 | Gruppo III, Round Robin           | 16 maggio     | Il Cairo (EGY)     | Zimbabwe       | 0–3           | Sconfitta     |
| 2013 | Gruppo III, Round Robin           | 17 maggio     | Il Cairo (EGY)     | Ghana          | 0–3           | Sconfitta     |
| 2013 | Gruppo III, Playoff 9º–12º posto  | 18 maggio     | Il Cairo (EGY)     | Botswana       | 1–2           | Sconfitta     |
| 2014 | Non Partecipa                     | Non Partecipa | Non Partecipa      | Non Partecipa  | Non Partecipa | Non Partecipa |
| 2015 | Non Partecipa                     | Non Partecipa | Non Partecipa      | Non Partecipa  | Non Partecipa | Non Partecipa |
| 2016 | Gruppo III, Round Robin           | 12 luglio     | Antananarivo (MAD) | Madagascar     | 0–3           | Sconfitta     |
| 2016 | Gruppo III, Round Robin           | 13 luglio     | Antananarivo (MAD) | Benin          | 1–2           | Sconfitta     |
| 2016 | Gruppo III, Round Robin           | 14 luglio     | Antananarivo (MAD) | Botswana       | 2–1           | Vittoria      |
| 2016 | Gruppo III, Round Robin           | 15 luglio     | Antananarivo (MAD) | Algeria        | 3–0           | Vittoria      |
| 2016 | Gruppo III, Playoff 5º–6º posto   | 16 luglio     | Antananarivo (MAD) | Nigeria        | 1–2           | Sconfitta     |
| 2017 | Gruppo III, Round Robin           | 17 luglio     | Il Cairo (EGY)     | Botswana       | 3–0           | Vittoria      |
| 2017 | Gruppo III, Round Robin           | 18 luglio     | Il Cairo (EGY)     | Algeria        | 2–1           | Vittoria      |
| 2017 | Gruppo III, Round Robin           | 19 luglio     | Il Cairo (EGY)     | Benin          | 2–1           | Vittoria      |
| 2017 | Gruppo III, Round Robin           | 21 luglio     | Il Cairo (EGY)     | Libia          | 2–1           | Vittoria      |
| 2017 | Gruppo III, Playoff 1º–4º posto   | 22 luglio     | Il Cairo (EGY)     | Zimbabwe       | 0–2           | Sconfitta     |
| 2018 | Gruppo III, Round Robin           | 18 giugno     | Nairobi (KEN)      | Uganda         | 3–0           | Vittoria      |
| 2018 | Gruppo III, Round Robin           | 19 giugno     | Nairobi (KEN)      | Mozambico      | 3–0           | Vittoria      |
| 2018 | Gruppo III, Round Robin           | 21 giugno     | Nairobi (KEN)      | Namibia        | 1–2           | Sconfitta     |
| 2018 | Gruppo III, Round Robin           | 22 giugno     | Nairobi (KEN)      | Algeria        | 2–1           | Vittoria      |
| 2018 | Gruppo III, Playoff 1º–4º posto   | 23 giugno     | Nairobi (KEN)      | Benin          | 2–1           | Vittoria      |
| 2019 | Gruppo III, Round Robin           | 11 settembre  | Nairobi (KEN)      | Madagascar     | 2–1           | Vittoria      |
| 2019 | Gruppo III, Round Robin           | 12 settembre  | Nairobi (KEN)      | Algeria        | 2–1           | Vittoria      |
| 2019 | Gruppo III, Round Robin           | 13 settembre  | Nairobi (KEN)      | Benin          | 2–1           | Vittoria      |
| 2019 | Gruppo III, Playoff 1º–4º posto   | 14 settembre  | Nairobi (KEN)      | Mozambico      | 2–0           | Vittoria      |

## Andamento
La seguente tabella riflette l'andamento della squadra dal 1990 ad oggi. Le colonne grigie indicano che la squadra non ha preso parte alla manifestazione in quegli anni.
| Pos.           | 90 | 91 | 92 | 93 | 94 | 95 | 96 | 97 | 98 | 99 | 00 | 01 | 02 | 03 | 04 | 05 | 06 | 07 | 08 | 09 | 10 | 11 | 12 | 13 | 14 | 15 | 16 | 17 | 18 | 19 |
| -------------- | -- | -- | -- | -- | -- | -- | -- | -- | -- | -- | -- | -- | -- | -- | -- | -- | -- | -- | -- | -- | -- | -- | -- | -- | -- | -- | -- | -- | -- | -- |
| Campione       |    |    |    |    |    |    |    |    |    |    |    |    |    |    |    |    |    |    |    |    |    |    |    |    |    |    |    |    |    |    |
| Finalista      |    |    |    |    |    |    |    |    |    |    |    |    |    |    |    |    |    |    |    |    |    |    |    |    |    |    |    |    |    |    |
| SF             |    |    |    |    |    |    |    |    |    |    |    |    |    |    |    |    |    |    |    |    |    |    |    |    |    |    |    |    |    |    |
| QF             |    |    |    |    |    |    |    |    |    |    |    |    |    |    |    |    |    |    |    |    |    |    |    |    |    |    |    |    |    |    |
| OF             |    |    |    |    |    |    |    |    |    |    |    |    |    |    |    |    |    |    |    |    |    |    |    |    |    |    |    |    |    |    |
| Qualificazioni | x  | x  | x  | x  | x  | x  | x  | x  | x  | x  | x  | x  | x  | x  | x  | x  | x  | x  | x  | x  | x  | x  | x  | x  | x  | x  | x  | x  | x  |    |
| Gruppo I       |    |    |    |    |    |    |    |    |    |    |    |    |    |    |    |    |    |    |    |    |    |    |    |    |    |    |    |    |    |    |
| Gruppo II      |    |    |    |    |    |    |    |    |    |    |    |    |    |    |    |    |    |    |    |    |    |    |    |    |    |    |    |    |    |    |
| Gruppo III     | x  | x  |    |    |    |    |    |    |    |    |    |    |    |    |    |    |    |    |    |    |    |    |    |    |    |    |    |    |    |    |
| Gruppo IV      | x  | x  | x  | x  | x  | x  | x  |    |    |    |    |    |    |    |    |    |    |    |    |    | x  | x  | x  | x  | x  | x  | x  | x  | x  |    |

Legenda
- Campione: La squadra ha conquistato la Coppa Davis.
- Finalista: La squadra ha disputato e perso la finale.
- SF: La squadra è stata sconfitta in semifinale.
- QF: La squadra è stata sconfitta nei quarti di finale.
- OF: La squadra è stata sconfitta negli ottavi di finale (1º turno). Dal 2019 sostituito dal Round Robin.
- Qualificazioni: La squadra è stata sconfitta al turno di qualificazione. Istituito nel 2019.
- Gruppo I: La squadra ha partecipato al Gruppo I della propria zona di appartenenza.
- Gruppo II: La squadra ha partecipato al Gruppo II della propria zona di appartenenza.
- Gruppo III: La squadra ha partecipato al Gruppo III della propria zona di appartenenza.
- Gruppo IV: La squadra ha partecipato al Gruppo IV della propria zona di appartenenza.
- x: Ove presente, la x indica che in quel determinato anno, il Gruppo in questione non è esistito nella zona geografica di appartenenza della squadra.